# Geoffrey Soupe
Geoffrey Soupe (født 22. marts 1988 i Viriat) er en cykelrytter fra Frankrig, der er på kontrakt hos Team TotalEnergies.